# フォントエディタ
フォントエディタとは、フォントファイルを作成または修正するために特化して設計されたアプリケーションソフトウェアである。フォントエディタは、ビットマップフォントを編集するためのものか、アウトラインフォントを編集するためのものかによって大きく異なる。現代のほとんどのフォントエディタはアウトラインフォントを扱っている。ビットマップフォントは古い技術を用いたものであり、主にコンソールアプリケーションで使用される。ビットマップフォントエディタは通常非常に専門的であり、これは各プラットフォームが独自のフォント形式を持っていたためである。ビットマップフォントのサブカテゴリの一つにテキストモードフォントがある。

## フォントエディタの一覧
以下のエディタは、アウトラインベクターグラフィックスを使用して一般的な形式のフォントファイルを作成する。

### ウェブサイト
- FontStruct（英語版）

### FOSS
- Birdfont
- FontForge
- Inkscape

### プロプライエタリソフトウェア
- FontLab（英語版） (Mac, Windows)
- Fontographer（英語版） (Mac, Windows)
- Ikarus（英語版）
- Glyphs